# Bonnie Rotten

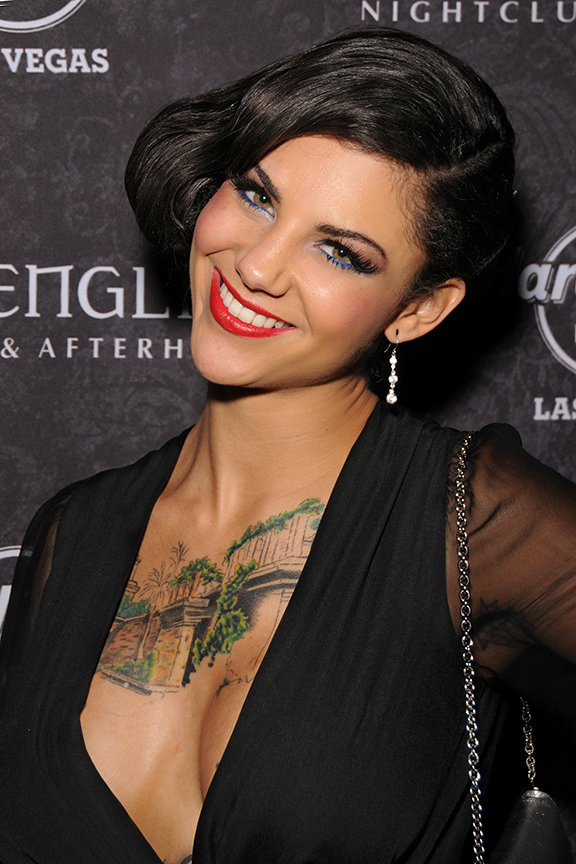
Rotten bei den AVN Awards 2014

Bonnie Rotten (* 9. Mai 1993 in Cincinnati, Ohio als Alaina Hicks) ist eine ehemalige US-amerikanische Pornodarstellerin, -regisseurin und Model. Sie ist bekannt für ihre zahlreichen Tätowierungen und hat dafür mehrere Auszeichnungen bei den Inked Awards und den NightMoves Awards erhalten. 2014 wurde sie mit dem AVN Award als Female Performer of the Year ausgezeichnet.

## Leben

### Frühe Jahre
Alaina Hicks wuchs in Hamilton, Ohio auf und wurde von ihren Großeltern großgezogen. Im Alter von 18 Jahren begann sie als Stripperin zu arbeiten. Darüber hinaus trat sie als Model auf Auto- und Motorradshows und später auch als Fetischmodel auf. Das Magazin Girls and Corpses war auf sie aufmerksam geworden, als sie den Miss Dead Indiana-Schönheitswettbewerb auf der Days of the Dead-Convention in Indianapolis gewann.

### Karriere als Pornodarstellerin
Über ihre Tätigkeit als Fetischmodel knüpfte sie einige Kontakte, u. a. zu Nina Hartley, die sie dazu ermunterte, in die Hardcorebranche einzusteigen. Als Bonnie Rotten begann sie hiermit im Jahr 2012. Noch im selben Jahr unterzog sie sich einer Brustvergrößerung. Bei den NightMoves Awards 2012 wurde sie als Miss Congeniality ausgezeichnet. Zusätzlich erhielt sie den auf Tattooträger ausgerichteten Ink Award als New Starlet des Jahres. 2013 folgten zwei weitere Ink Awards, einer davon als Performerin des Jahres. Außerdem erhielt sie noch zwei NightMoves Awards, einen für ihre Präsenz in den Sozialen Medien und einen als Best Ink, also für ihre Tattoos.
Rotten hat mehrere großflächige Tattoos; besonders bekannt ist sie für die Spinnennetze auf ihren Brüsten. Sie trat in Filmen der Genres Alt porn und Tattooporn auf. So haben mehrere Produktionsstudios entsprechende Filme mit ihr herausgebracht, wie Jules Jordan Video, Elegant Angel oder Evil Angel. Daneben ist sie auch in Spielfilmpornos des Studios Digital Playground und Wicked Pictures zu sehen. Dazu gehören die Titel The Shortcut, Hot Chicks Big Fangs, The Candy Striper und Sexspionage. Im Film Beyond Fucked – A Zombie Odyssey des Studios Smash Pictures spielt sie die Hauptrolle einer Kopfgeldjägerin. Zudem drehte sie eine Reihe von Szenen für die Onlineanbieter Brazzers und Naughty America.
Im Januar 2014 startete Bonnie Rotten ihre eigene Produktionsfirma Mental Beauty Inc. und unterzeichnete einen Vertriebsvertrag mit Girlfriends Films. Im Jahr 2014 erhielt sie bei den AVN Awards den Preis als Female Performer of the Year und einen XRCO Award als Superslut. Hinzu kamen zwei weitere NightMoves Awards ebenfalls als Performerin des Jahres und erneut als Best Ink, der Venus Award für die Beste Schauspielerin (International) und ein Preis des Festival Internacional de Cine Erótico de Barcelona. Auch ihr Film The GangBang of Bonnie Rotten erhielt in diesem Jahr einen AVN Award und einen XBIZ Award.
Ebenfalls 2014 feierte Rotten ihr Debüt als Regisseurin mit dem Film Anal Candy Disco Chicks, unter anderem mit den Darstellerinnen Skin Diamond, Dahlia Sky, Penny Pax und Sarah Shevon, bei dem sie auch selbst in einigen Szenen zu sehen ist. Im gleichen Jahr führte sie Regie bei den Spielfilmpornos Sisters of Anarchy von Digital Playground und Cape Fear XXX. In dem 2014 erschienenen Werk Rotten In Palma Spain ihres Studios führt sie Regie und ist auch in allen Szenen mit überwiegend spanischen Darstellern (Silvia Rubi, David El Moreno, Fenyx Santos) zu sehen.
Im Mai 2015 gab sie ihre Schwangerschaft bekannt und brachte später eine Tochter zur Welt. Bis Mitte 2018 pausierte sie als Pornodarstellerin, feierte dann aber ihr Comeback in der Hardcore-Branche. Als Exklusivstar für Brazzers wurde Ende August 2018 ihre Comebackszene unter dem Titel Bonnie Rotten - The Cumback veröffentlicht. 2020 beendete sie ihre Karriere als Darstellerin endgültig.

### Auftritte in nicht pornografischen Produktionen
Rotten ist neben den Pornodarstellerinnen Asphyxia Noir und London Keyes in dem Musik-Video für den Song Kiss Land von The Weeknd aus dem Jahr 2013 zu sehen.

## Auszeichnungen

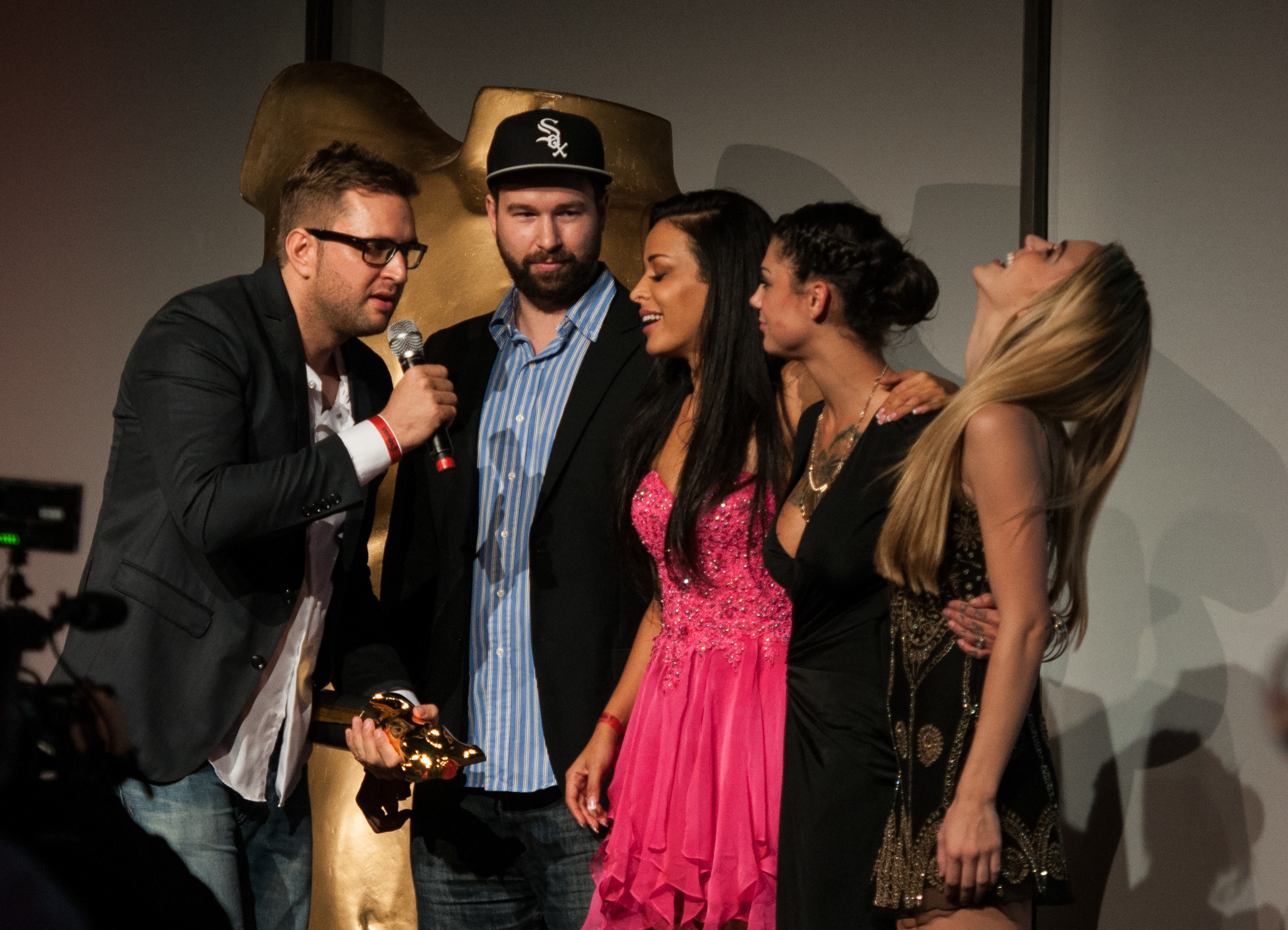
Rotten (2. v. r.) bei der Verleihung ihres Venus Awards als Beste Schauspielerin (International) in Berlin (2014)

- 2012: Inked Award als Starlet of the Year
- 2012: NightMoves Award als Miss Congeniality
- 2013: Inked Award als Performer of the Year (Female)
- 2013: Inked Award für Scene of the Year, in The Gang Bang of Bonnie Rotten (mit Karlo Karerra, Tony DeSergio, Mick Blue und Jordan Ash)
- 2013: NightMoves Award als Social Media Star (Fan’s Choice)
- 2013: NightMoves Award als Best Ink (Fan’s Choice)
- 2014: AVN Award als Female Performer of the Year
- 2014: AVN Award für Best Group Sex Scene, in The Gang Bang of Bonnie Rotten (mit Karlo Karerra, Tony DeSergio, Mick Blue und Jordan Ash)
- 2014: XRCO Award als Superslut
- 2014: XBIZ Award für Best Scene – Non-Feature Release, in The Gang Bang of Bonnie Rotten (mit Karlo Karerra, Tony DeSergio, Mick Blue und Jordan Ash)
- 2014: TLA RAW Award als Best Female Newcomer[20]
- 2014: NightMoves Award als Best Female Performer (Fan’s Choice)
- 2014: NightMoves Award als Best Ink (Editor’s Choice)
- 2014: Venus Award als Beste Schauspielerin (International)
- 2014: Premio Ninfa in der Kategorie Special Award
- 2015: AVN Award als Kinkiest Performer (Fan Award)
- 2015: NightMoves Award als Best Ink (Fan’s Choice)
- 2015: Premio Ninfa für Best Scene of the Year, in Bonnie Rotten en Actrices Del Porno

## Filmografie (Auswahl)
- 2012: Ink Stains
- 2012: Meet Bonnie
- 2012: Tattooed Anal Sluts
- 2013: The Gang Bang of Bonnie Rotten
- 2013: Hot Body Ink
- 2013: Whore's Ink
- 2013: Beyond Fucked – A Zombie Odyssey
- 2013: Inked Angels 1
- 2013: The Shortcut
- 2013: Evil Anal 19
- 2013: Hot Chicks Big Fangs
- 2013: Sexually Explicit
- 2013: Tattooed Goddesses
- 2013: Hot Chicks Big Fangs
- 2013: Rambone XXX: A DreamZone Parody
- 2014: The Bombshells 5
- 2014: Sexually Explicit
- 2014: Anal Candy Disco Chicks
- 2014: Cape Fear XXX
- 2014: Sisters of Anarchy
- 2014–2015: Big Tits in Sports 14, 15
- 2014: Aftermath
- 2014: American Whore Story (Webserie, zwei Folgen)
- 2015: Brazzers Presents: The Parodies 5 - Straight Outta Brazzers
- 2015: She's In Charge 2
- 2015: Anal Avenue Sluts
- 2015: She's Gonna Squirt 8
- 2015: Bonnie Vs. Rocco
- 2015: Anal Boot Camp 3
- 2015: Hot And Mean 14
- 2015: She's In Charge
- 2015: Angela Loves Threesomes
- 2015: Busty Pin-Ups!
- 2016: The Gangbangs
- 2016: Public Bang 2, 4
- 2016: Thou Shalt Not Print Marks Upon Thee
- 2016: Doctor’s Pusscriptions 2
- 2016: Secret Lesbian Diaries 4
- 2017: World Of BangBros: Big Tits 5
- 2018: World Of BangBros: Squirtgasms 1
- 2018: World Of BangBros: Anals 1
- 2018: Rotten To The Core
- 2019: Squirting 2: It's A Girlfriend's Thing
- 2019: First Time Auditions 40
- 2019: My Sister's Hot Friend 65
- 2019: Anal Odyssey
- 2019: MOFOS Lab 4
- 2020: Moms Lick Teens 25
- 2020: Threesome Addiction 2
- 2020: Flood
- 2020: I Have A Wife 51
- 2020: Girlfriends 3
- 2020: Toy Box
- 2020: The Greatest Squirters Ever! 5